# Caroline Mathilde von Dänemark

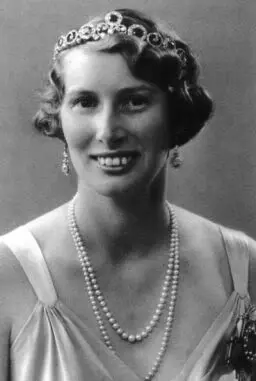
Prinzessin Caroline Mathilde von Dänemark

Prinzessin Caroline Mathilde von Dänemark, der vollständige Name lautete Caroline-Mathilde Louise Dagmar Christiane Maud Augusta Ingeborg Thyra Adelheid, (* 27. April 1912 auf Jaegersborghus in Gentofte; † 12. Dezember 1995 auf Schloss Sorgenfri in Lyngby bei Kopenhagen) war durch Heirat Erbprinzessin von Dänemark.

## Leben

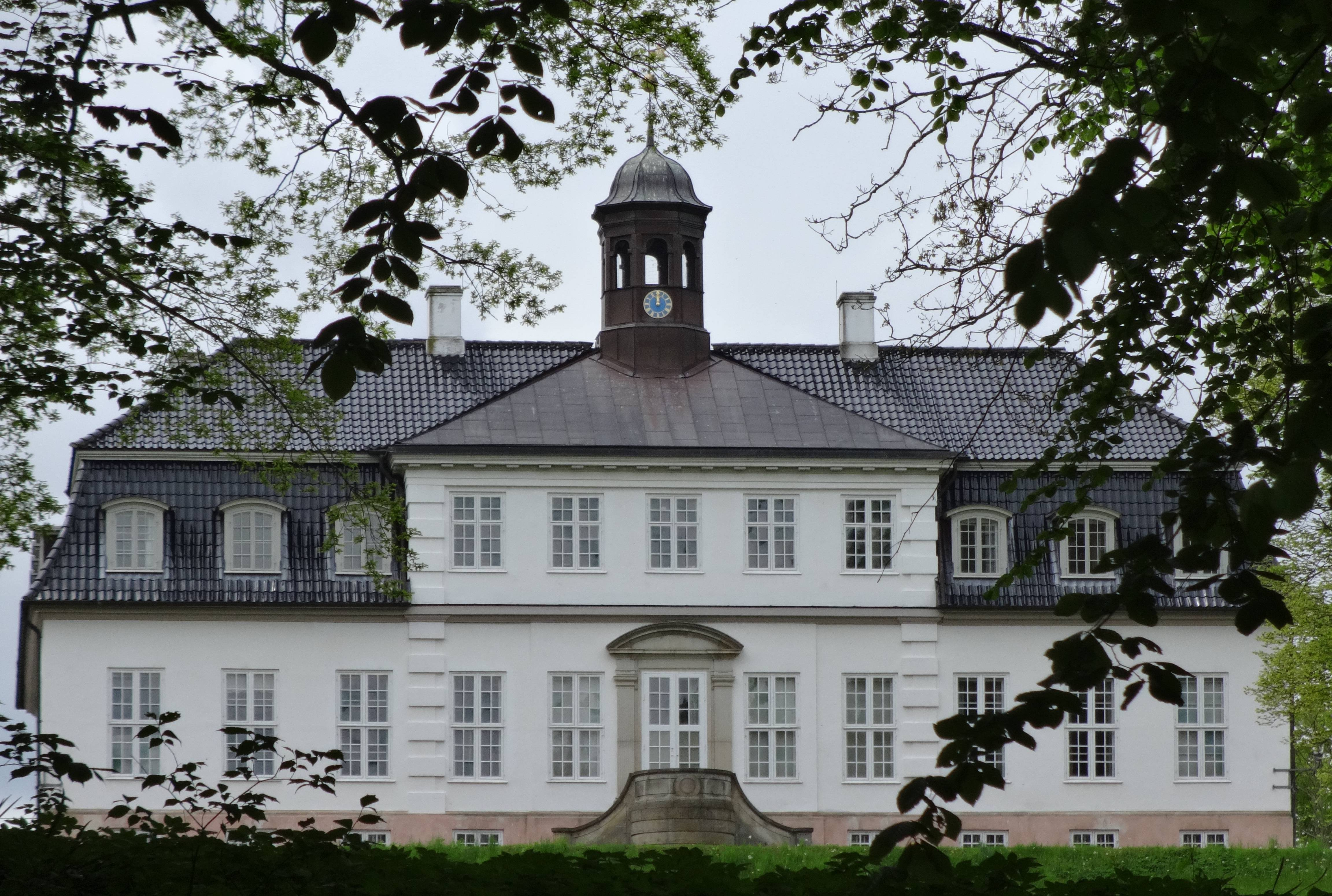
Schloss Sorgenfri

Caroline Mathilde, ihr Spitzname lautete „Calma“, war die zweitälteste Tochter von Prinz Harald von Dänemark und dessen Frau Prinzessin Helena von Schleswig-Holstein-Sonderburg-Glücksburg. Sie heiratete am 8. September 1933 auf Schloss Fredensborg ihren Cousin ersten Grades Prinz Knut von Dänemark. Er war der jüngere Sohn des damaligen dänischen Königs Christian X. und dessen Frau Alexandrine von Mecklenburg-Schwerin.
In Dänemark galt die männliche Thronfolge. Caroline Mathildes Schwager Frederik, der 1947 König wurde, hatte drei Töchter. Prinz Knut nahm daher seit 1947 die Stellung des Erbprinzen und Caroline Mathilde die der Erbprinzessin ein. 1953 änderte das dänische Parlament die Thronfolgeregelungen und ermöglichte eine Nachfolge der Prinzessin Margrethe. Knut und Caroline Mathilde waren damit nicht länger das Thronfolgerpaar. Während ihrer Ehe und bis zu ihrem Tod lebte Caroline Mathilde auf Schloss Sorgenfri in Lyngby bei Kopenhagen. Außerdem erbte sie gemeinsam mit ihrem Mann von Königin Alexandrine Schloss Egelund und die königliche Sommerresidenz Klitgården.
Caroline Mathilde war Trägerin des Elefanten-Ordens, der höchsten Auszeichnung Dänemarks.

## Nachkommen
Aus ihrer Ehe mit Prinz Knut gingen drei Kinder hervor:
- Prinzessin Elisabeth von Dänemark (* 8. Mai 1935; † 19. Juni 2018)
- Prinz Ingolf von Dänemark (* 17. Februar 1940), später Graf von Rosenborg
- Prinz Christian von Dänemark (* 22. Oktober 1942; † 21. Mai 2013), später Graf von Rosenborg

Die bekannte dänische Komtesse Camilla von Rosenborg ist eine Enkelin von Erbprinzessin Caroline  Mathilde.